# Nordwest-Dinka
Nordwest-Dinka, auch Ruweng genannt, ist eine nilotische Sprache und wird von 80.000 Menschen gesprochen, die im Südsudan und im Süden Sudans leben.
Südwest-Dinka ist nirgendwo Amtssprache.
Das Volk, das diese Sprache spricht, wird Dinka genannt.